# Symphyloxiphus abbreviatus
Symphyloxiphus abbreviatus är en insektsart som först beskrevs av Bruner, L. 1916.  Symphyloxiphus abbreviatus ingår i släktet Symphyloxiphus och familjen syrsor. Inga underarter finns listade i Catalogue of Life.